# Classement des premiers ministres canadiens

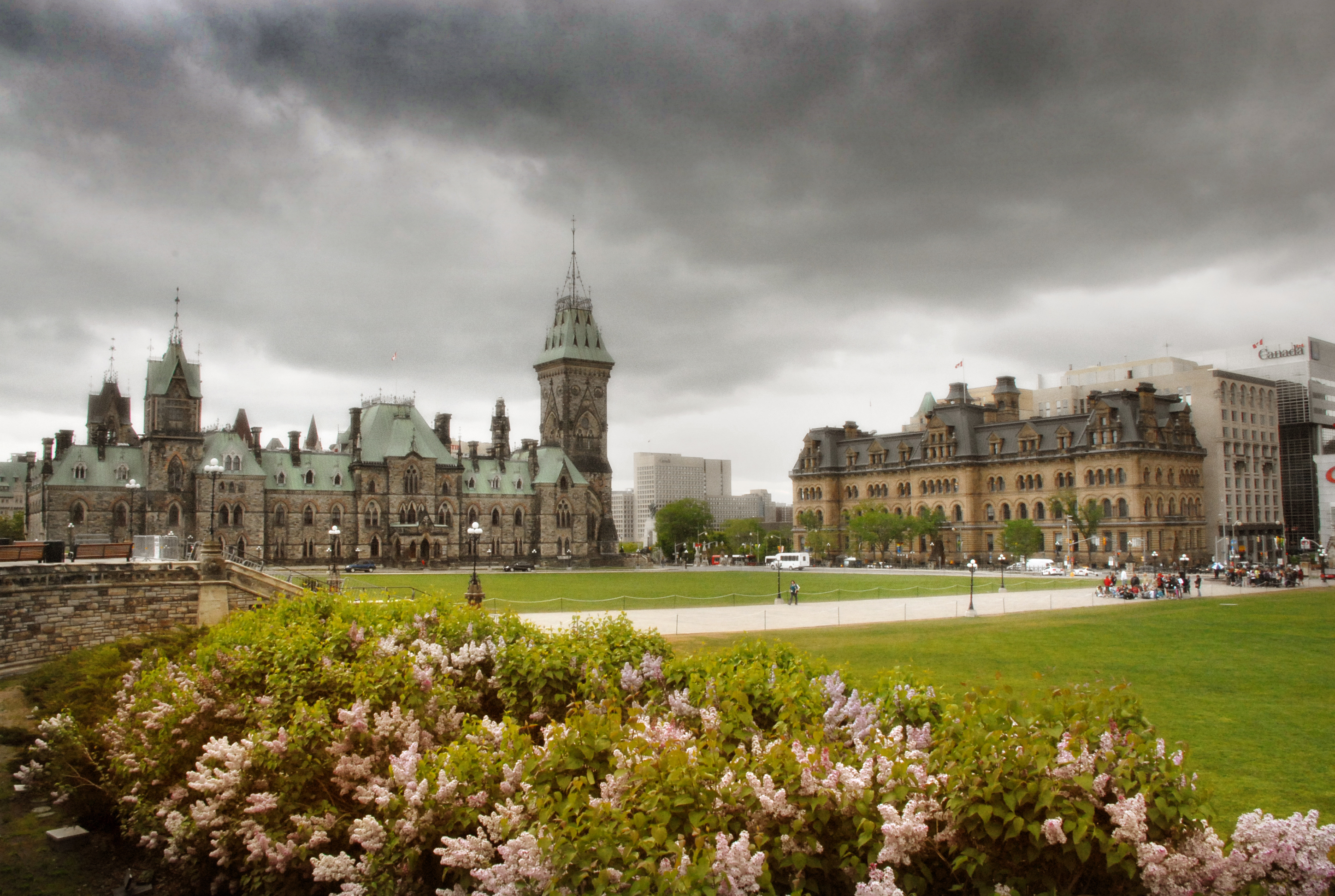
L'Édifice de l'Est (à gauche) et l'édifice Langevin (à droite) ont successivement accueilli le bureau du premier ministre depuis la création de la Confédération canadienne, le premier entre 1867 et 1977 et le second depuis 1977.

Le classement des premiers ministres canadiens regroupe une série de sondages visant à évaluer les performances des individus ayant servi au poste de premier ministre du Canada. Les systèmes de classement sont généralement basés sur des enquêtes menées auprès d'historiens, d'économistes ou de politologues. L'ordre du classement repose sur les réalisations, le leadership, les échecs et les erreurs de chaque individu lors de son mandat. 

## Sondages universitaires
- Les fonds bleus représentent le premier quartile.
- Les fonds verts représentent le deuxième quartile.
- Les fonds orange représentent le troisième quartile.
- Les fonds rouges représentent le quatrième quartile.

Remarque : cliquer sur l'icône « Tri croissant » en haut de chaque colonne pour afficher les résultats de chaque enquête dans l'ordre numérique.
| Ordre | Premier ministre            | Parti politique           | Maclean's (1997) | Maclean's (2011) | Maclean's (2016) | Total |
| ----- | --------------------------- | ------------------------- | ---------------- | ---------------- | ---------------- | ----- |
| 1     | John A. Macdonald           | Conservateur              | 2                | 2                | 3                | 03    |
| 2     | Alexander Mackenzie         | Libéral                   | 11               | 13               | 13               | 13    |
| 3     | John Abbott ^               | Conservateur              | 17               | 19               | 20               | 20    |
| 4     | John Thompson ^             | Conservateur              | 10               | 14               | 16               | 15    |
| 5     | Mackenzie Bowell ^          | Conservateur              | 19               | 21               | 21               | 22    |
| 6     | Charles Tupper ^            | Conservateur              | 16               | 18               | 19               | 19    |
| 7     | Wilfrid Laurier             | Libéral                   | 3                | 1                | 2                | 02    |
| 8     | Robert Borden               | Conservateur, unioniste   | 7                | 8                | 9                | 08    |
| 9     | Arthur Meighen ^            | Conservateur              | 14               | 16               | 17               | 17    |
| 10    | William Lyon Mackenzie King | Libéral                   | 1                | 3                | 1                | 01    |
| 11    | R. B. Bennett               | Conservateur              | 12               | 12               | 14               | 14    |
| 12    | Louis St. Laurent           | Libéral                   | 4                | 7                | 6                | 06    |
| 13    | John Diefenbaker            | Progressiste-conservateur | 13               | 10               | 12               | 12    |
| 14    | Lester Pearson              | Libéral                   | 6                | 4                | 5                | 05    |
| 15    | Pierre Trudeau              | Libéral                   | 5                | 5                | 4                | 04    |
| 16    | Joe Clark ^                 | Progressiste-conservateur | 15               | 17               | 18               | 18    |
| 17    | John Turner ^               | Libéral                   | 18               | 20               | 22               | 21    |
| 18    | Brian Mulroney              | Progressiste-conservateur | 8                | 9                | 8                | 09    |
| 19    | Kim Campbell ^              | Progressiste-conservateur | 20               | 22               | 23               | 23    |
| 20    | Jean Chrétien               | Libéral                   | 9*               | 6                | 7                | 07    |
| 21    | Paul Martin ^               | Libéral                   | —                | 15               | 15               | 16    |
| 22    | Stephen Harper              | Conservateur              | —                | 11*              | 11               | 11    |
| 23    | Justin Trudeau              | Libéral                   | —                | —                | 10*              | 10    |

* Classement réalisé avant que le premier ministre ait quitté ses fonctions.
^ A servi moins de 2 ans et 3 mois en tant que premier ministre (tous les autres ont servi au moins 4 ans et 11 mois).
Selon les résultats des trois sondages menés par Maclean's, William Lyon Mackenzie King est le premier ministre le mieux classé.

## Autres classements

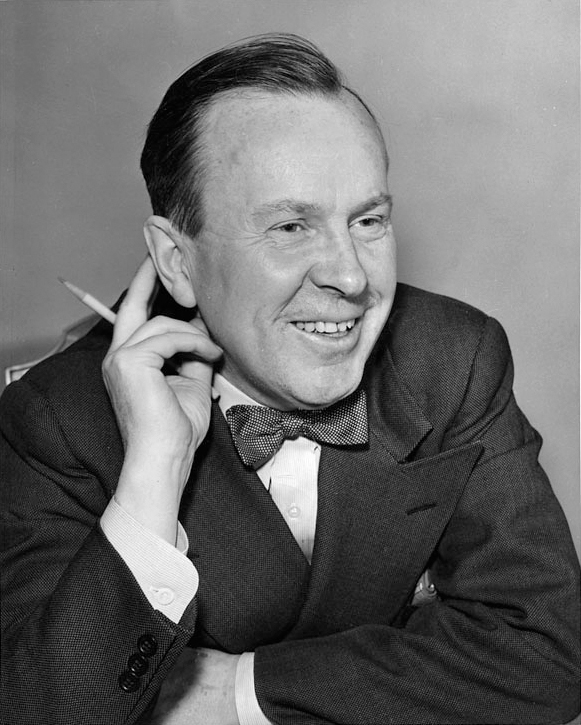
Lester B. Pearson.

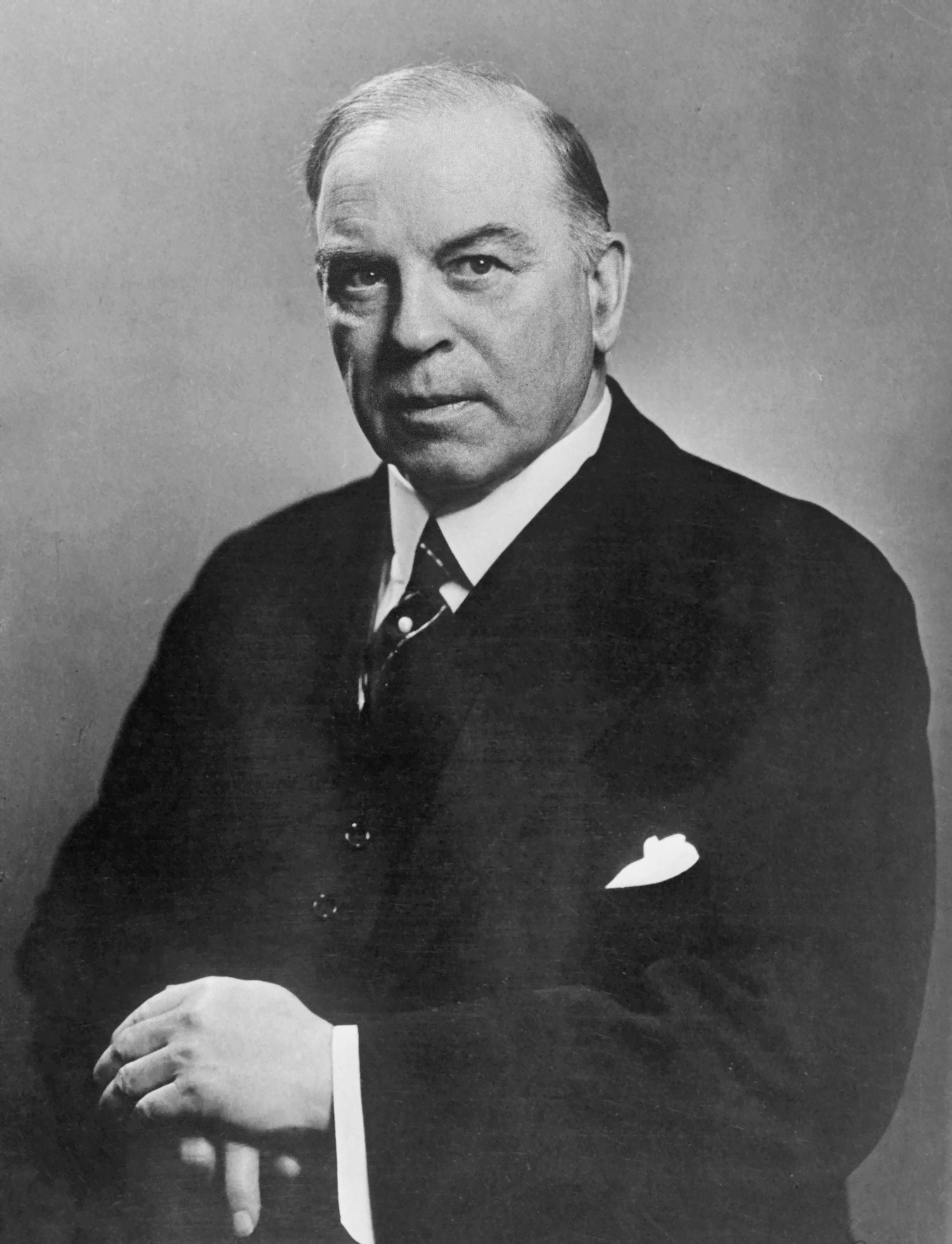
William Lyon Mackenzie King.

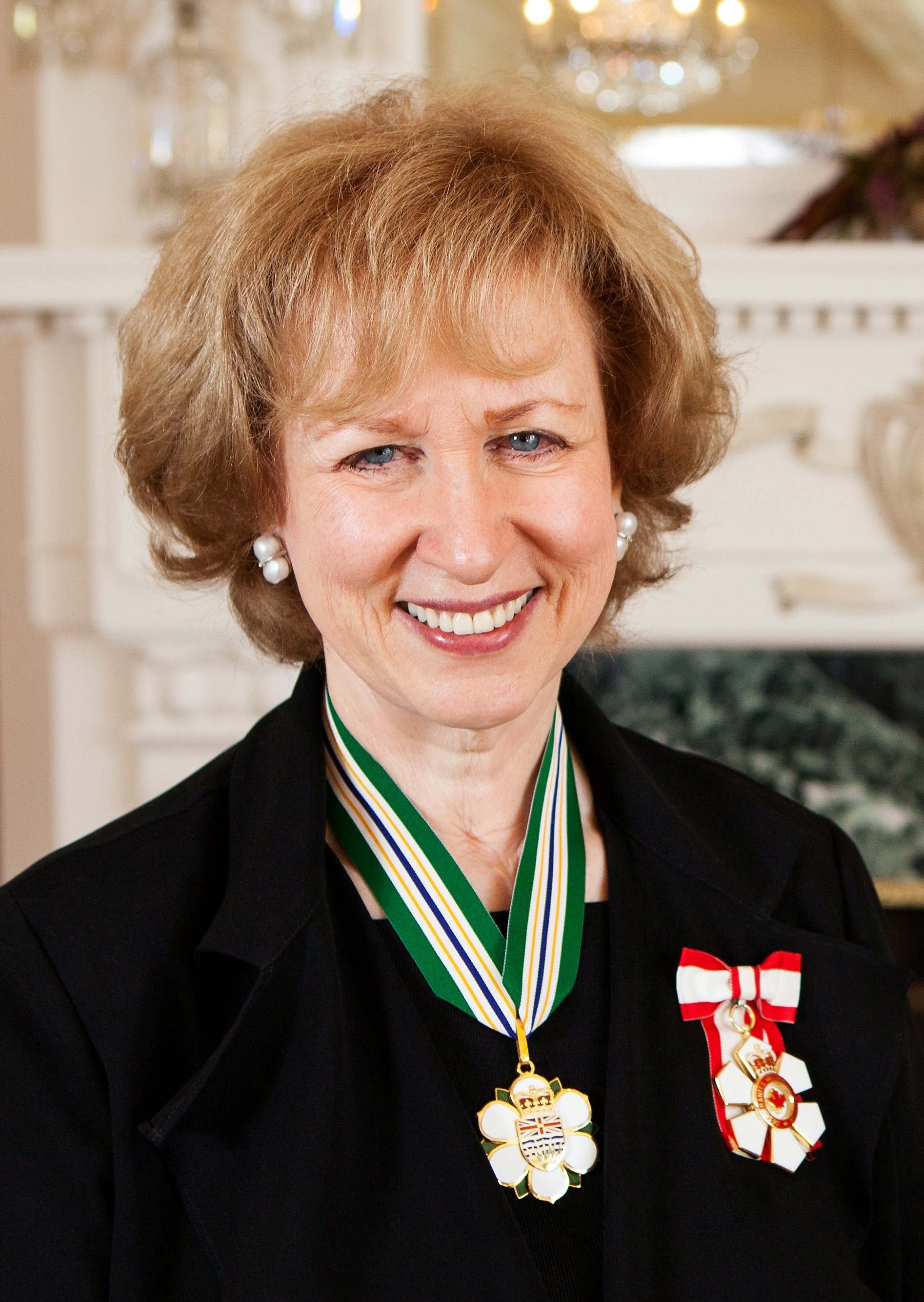
Kim Campbell.

En 2003, l'Institut de recherche en politiques publiques a réalisé un sondage visant à classer les premiers ministres canadiens ayant servi durant les 50 dernières années. Les neuf premiers ministres concernés ont été classés comme suit : 
1. Pearson
2. Mulroney
3. Trudeau
4. St. Laurent
5. Chrétien
6. Diefenbaker
7. Clark ^
8. Turner ^
9. Campbell ^

^ A servi moins de 10 mois en tant que premier ministre (tous les autres ont servi au moins 4 ans et 11 mois).
En octobre 2016, Maclean's a effectué un nouveau classement des premiers ministres mais répartis cette fois-ci en deux listes. Les premiers ministres ayant servi sur une longue période ont été classés comme suit : 
1. King
2. Laurier
3. Macdonald
4. Pierre Trudeau
5. Pearson
6. St. Laurent
7. Chrétien
8. Mulroney
9. Borden
10. Harper
11. Diefenbaker
12. Mackenzie
13. Bennett

Les premiers ministres ayant servi sur une période courte ont été classés comme suit : 
1. Justin Trudeau
2. Martin
3. Thompson
4. Meighen
5. Clark
6. Tupper
7. Abbott
8. Bowell
9. Turner
10. Campbell